# Thysanocrepis
Thysanocrepis är ett släkte av fjärilar. Thysanocrepis ingår i familjen vecklare.
Kladogram enligt Catalogue of Life:
| Thysanocrepis | \| \| Thysanocrepis celebensis \| \| \| \| \| \| Thysanocrepis crossota \| \| \| \| |
|               | \| \| Thysanocrepis celebensis \| \| \| \| \| \| Thysanocrepis crossota \| \| \| \| |
|               | Thysanocrepis celebensis                                                            |
|               |                                                                                     |
|               | Thysanocrepis crossota                                                              |
|               |                                                                                     |